# 세인트루시아의 공휴일
세인트루시아의 공휴일은 다음과 같다.
| 날짜             | 공휴일 이름                 | 비 고                             |
| ---------------- | --------------------------- | --------------------------------- |
| 1월 1일~1월 2일  | 양력설 연휴                 |                                   |
| 2월 22일         | 독립기념일                  |                                   |
| 2~3월 중(이동)   | 카니발 먼데이               | 재의 수요일로부터 2일 전인 월요일 |
| 3~4월 중(이동)   | 성금요일                    |                                   |
| 3~4월 중(이동)   | 이스터 먼데이               | 부활절 다음날.                    |
| 5월 1일          | 노동절                      |                                   |
| 5~6월 중(이동)   | 오순절 다음날               |                                   |
| 5~6월 중(이동)   | 그리스도의 성체 성혈 대축일 |                                   |
| 8월 1일          | 노예 해방의 날              |                                   |
| 10월 첫째 월요일 | 추수감사절                  |                                   |
| 12월 13일        | 국경일                      |                                   |
| 12월 25일        | 크리스마스                  |                                   |
| 12월 26일        | 박싱 데이                   |                                   |